# SABCA
SABCA (fra. Sociétés Anonyme Belge de Constructions Aéronautiques) je belgijska zrakoplovna industrija koja se bavi proizvodnjom civilnih i vojnih zrakoplova, svemirskih raketa i vojne opreme. Također, SABCA je aktivna i na području projektiranja materijala, strukture i tehnike za zrakoplovnu industriju kao i pružanje usluga modernizacije i održavanja zrakoplova.
Tvrtka je u sastavu francuske grupacije Dassault a 16. prosinca 1920. ju je osnovao Georges Nélis. On je tijekom 1. svjetskog rata bio voditelj odjela za održavanje zrakoplova belgijskih zračnih snaga. Završetkom rata tvrtka je započela s radom popravka i održavanja njemačkih zrakoplova koji su ostali u zemlji kao ratni plijen. Kasnije je glavna djelatnost tvrtke postala proizvodnja zrakoplova pod licencom.
Završetkom 2. svjetskog rata SABCA je ponovo ograničena na održavanje zrakoplova belgijskog ratnog zrakoplovstva dok 1952. dobiva ugovor o remontu mlaznih aviona F-84 Thunderstreak. Od tada se tvrtka vraća na proizvodnju zrakoplova na temelju licence i to: Hawker Huntera, F-104 Starfightera i F-16 Fighting Falcona (od 1975. do 1985.).
Od 1973. SABCA sudjeluje na europskom projektu Ariane te čini dio konzorcija Airbus.
SABCA ima tri bitne lokacije u Belgiji:
- Bruxelles - sjedište tvrtke i centar za donošenje strateških odluka.
- Charleroi - tvornica za proizvodnju vojnih zrakoplova i helikoptera kao i tehničku i logističku podršku za kupce.
- Limburg - tvornica za proizvodnju kompozitnih materijala visokih performansi. Koriste ih putnički avioni Airbus i svemirska raketa Ariane.

## Proizvodi

### Vlastiti zrakoplovi
- SABCA Julien
- SABCA Castar
- SABCA Camgul
- SABCA S.2
- SABCA S.12
- SABCA S.11
- SABCA S.20
- SABCA S.30
- SABCA S.40
- SABCA S.45 - licencna kopija talijanskog zrakoplova Caproni Ca.135.
- SABCA S.46 - licencna kopija talijanskog zrakoplova Caproni Ca.310.
- SABCA S.47 - licencna kopija talijanskog zrakoplova Caproni Ca.335.
- SABCA S.48 - licencna kopija talijanskog zrakoplova Caproni Ca.312.

### Licencni zrakoplovi
Tvrtka je na temelju licence proizvodila sljedeće zrakoplove:
- Kassel 12
- Handley Page W.8E/F
- Morane-Saulnier MS.35
- Morane-Saulnier MS.236
- de Havilland DH.50A
- de Havilland DH.9
- Breguet Bre 19
- Fokker F-VIIb-3m
- Savoia-Marchetti S.M.73
- Ansaldo A.300/40
- Nieuport 29C.1
- Avro 504K
- Avro 626 Prefect
- Fairey Fox Mk.II
- Avia BH-21
- Renard R-31
- Hawker Hunter
- F-104 Starfighter
- F-16 Fighting Falcon - proizvodnja zrakoplova za ratna zrakoplovstva Belgije i Danske te USAF-a.

## Vanjske poveznice
- Službena web stranica tvrtke
- S.A.B.C.A. - 80 years of expertise in aircraft construction  Arhivirana inačica izvorne stranice od 20. ožujka 2012. (Wayback Machine)